# Liophryne dentata
Liophryne dentata és una espècie de granota de la família Microhylidae que viu a Papua Nova Guinea.